# Bogumił van Gniezno
Bogumił van Gniezno of Theophilus (overleden in 1092) was de vierde aartsbisschop van Gniezno. Hij heeft in 1076 hertog Boleslaw II van Polen in de Basiliek van Gniezno gekroond. Bogumił gaf in 1080 zijn zetel op en omarmde tot zijn dood in 1092 het kluizenaarschap. Hij is in de Middeleeuwen heilig verklaard, waarna zijn cultus uiteindelijk in 1925 door de Heilige Stoel is goedgekeurd